# Пайчадзе, Борис Соломонович
Бори́с Соломо́нович Пайча́дзе (груз. ბორის სოლომონის ძე პაიჭაძე, 22 января (4 февраля) 1915, с. Ончикети, Озургетский уезд, Кутаисская губерния, Кавказское наместничество, Российская империя — 9 октября 1990, Тбилиси, Грузинская ССР, СССР) — советский грузинский футболист и тренер, нападающий, игрок тбилисского «Динамо» (1936—1951). Заслуженный мастер спорта СССР (1944), член Клуба Федотова.

## Биография
Отец — Соломон Гигоевич Пайчадзе, кроме Бориса имел четырёх дочерей и сына Автандила.
Окончив восемь классов, Пайчадзе поступил в Потийский морской техникум. Окончив его, стал ходить механиком на судне «Тендра».
В футбол начал играть в первенстве Грузии в составе сборной Поти, в которой считался одним из сильнейших игроков. В 1934 году поступил в Закавказский индустриальный институт. В 1935 году Пайчадзе, как одного из ударников труда, представили к оформлению на загранплавание в Англию. Накануне отплытия он получил телеграмму со словами «Отец при смерти, приезжай», однако, когда Пайчадзе в срочном порядке приехал домой, оказалось, что его отец здоров. Позже выяснилось, что эту телеграмму отправил товарищ Пайчадзе по команде Калистрат Имнадзе, так как команде Поти предстояла важная встреча первенства Грузии с командой Батуми.
В 1936 году, перед началом первого чемпионата СССР, Пайчадзе по решению первого секретаря ЦК Республик Закавказья Лаврентия Берии перешёл в главную команду Грузии «Динамо» Тбилиси. К тому времени отец Пайчадзе находился под арестом, но Борис при личной встрече не решился просить Берию об освобождении. Позже, в 1942 году, Пайчадзе встретился с Берией для решения этого вопроса, однако отец к тому времени уже скончался.
Пайчадзе вошел в историю советского футбола «блуждающим» форвардом. Во времена, когда каждому надлежало действовать по своему «желобку», он играл, как того требовала ситуация: смещался на фланги, отходил во вторую линию атаки, чтобы в решающий момент возникнуть в самой горячей точке. Был наделен безошибочной футбольной интуицией. Игра Бориса Пайчадзе стала огромным прорывом в тактике.

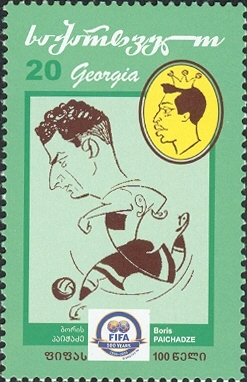
Б. С. Пайчадзе на марке почты Грузии

За «Динамо» Пайчадзе выступал до 1951 года и был вынужден завершить карьеру из-за травмы, которую ему нанёс в игровом эпизоде футболист московского «Торпедо» Николай Морозов. Пайчадзе лечился год, но в прежнюю силу играть не мог, боясь за травмированное колено. За время игры он не получил ни одного предупреждения
Становиться тренером Пайчадзе не хотел, однако пробыл главным тренером «Динамо» в 1953—1954 годах. Затем возглавлял Тбилисский спорткомитет, в 1963—1985 годах был директором стадиона «Динамо», 8 лет руководил его реконструкцией. С 1991 года стадион носит его имя.
Признан лучшим футболистом Грузии всех времён.
Похоронен на Сабурталинском кладбище.
Сын Отар погиб в 1967 году, он был сбит автомобилем.

### Стиль игры
В анкете газеты «Советский спорт» так характеризовал свой любимый удар по мячу: «Удар подъемом по катящемуся мячу, поданному сбоку из-за спины косой передачей».

## Награды
- орден Трудового Красного Знамени (27.04.1957) — «за успехи, достигнутые в деле развития массового физкультурного движения в стране, повышения мастерства советских спортсменов, и успешное выступление на международных соревнованиях»
- орден «Знак Почёта» (24.02.1941)
- орден Красной Звезды (24.02.1946)

## Память

мемориальная доска Б. Пайчадзе (слева) в Тбилиси

На доме, где жил Борис Пайчадзе, на площади Марджанишвили в Тбилиси установлена мемориальная доска

## Статистика выступлений

### Обзор карьеры
| Команда          | Период           | Чемпионат СССР | Чемпионат СССР | Кубок СССР | Кубок СССР |
| Команда          | Период           | Игры           | Голы           | Игры       | Голы       |
| ---------------- | ---------------- | -------------- | -------------- | ---------- | ---------- |
| «Динамо» Тбилиси | 1936             | -              | 6              | -          | -          |
| «Динамо» Тбилиси | 1937             | -              | 8              | -          | -          |
| «Динамо» Тбилиси | 1938             | -              | 14             | -          | -          |
| «Динамо» Тбилиси | 1939             | -              | 19             | -          | -          |
| «Динамо» Тбилиси | 1940             | -              | 14             | -          | -          |
| «Динамо» Тбилиси | 1941             | -              | 6              | -          | -          |
| «Динамо» Тбилиси | 1945             | -              | 7              | -          | -          |
| «Динамо» Тбилиси | 1946             | -              | 14             | -          | -          |
| «Динамо» Тбилиси | 1947             | -              | 8              | -          | -          |
| «Динамо» Тбилиси | 1948             | -              | -              | -          | -          |
| «Динамо» Тбилиси | 1949             | -              | 1              | -          | -          |
| «Динамо» Тбилиси | 1950             | -              | 9              | -          | -          |
| «Динамо» Тбилиси | 1951             | -              | 2              | -          | -          |
| Всего за карьеру | Всего за карьеру | -              | 108            | -          | 28         |

Данные приведены согласно «Клубу Григория Федотова».